# Playboy

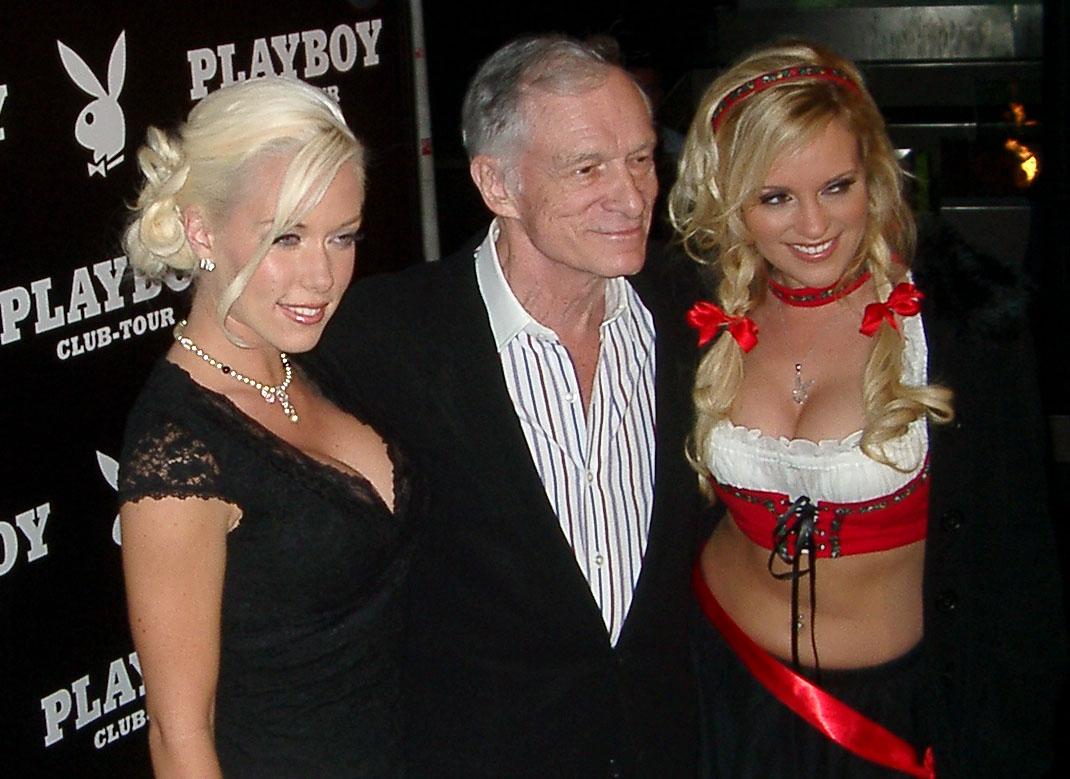
Zakladatel H. Hefner se dvěma svými přítelkyněmi Kendrou W. a Bridget M.

Playboy je pánský časopis, založený roku 1953 Hughem Hefnerem jako firma Playboy Enterprises, Inc. Je to měsíčník se zajímavými informacemi z oblasti módy, sportu, nejnovějších technických vymožeností, luxusního zboží, cestování, automobilismu a s profily významných osobností a rozhovory s nimi. Je však také (a především) synonymem pro erotické fotografie žen, mnohdy z řad velmi známých osobností. Časopis Playboy vychází (nebo vycházel) v mnoha jazykových mutacích téměř po celém světě.

## USA
První číslo časopisu vyšlo ve Spojených státech amerických, zakladatelem a vydavatelem byl Hugh Hefner. Na obálce prvního čísla se objevila herečka a zpěvačka Marilyn Monroe. Časopis se kromě nahých fotografií známých žen proslavil také tím, že dával prostor okrajovým nebo potlačovaným tématům, jako byla práva černochů, práva LGBT komunit nebo práva žen na interrupci. V časopise dostala prostor řada předních spisovatelů a intelektuálů, rozhovory poskytli mimo jiné Jean-Paul Sartre, povídky zde publikovali Kurt Vonnegut nebo Ray Bradbury. V 90. letech se musel časopis potýkat s významnou změnou zaměření – jeho obsah byl označován za sexistický, navíc erotické fotografie a videa začala být běžně dostupná na internetu. V roce 2020 vyšlo poslední tištěné číslo v USA, časopis dále vychází online.
Za dobu své existence časopis vybudoval marketingový produkt, který bývá využíván jako obchodní značka oblečení, kosmetiky či dalších produktů do domácnosti (s legendárním logem králíčka).

## Česko
Česká edice Playboy začala vycházet v roce 1991 a jejím šéfredaktorem byl mimo jiné i spisovatel Arnošt Lustig. Je nejdéle vydávaným magazínem pro muže v České republice. Na jeho stránkách se objevily stovky rozhovorů s významnými politiky i řadou známých osobností, které utvářely nejen tuzemskou kulturu. Od července 2025 je vlastníkem společnosti Playpress, s.r.o. firma HFC Play ze skupiny CCS Premium Trust. 
Předplatné zajišťujě SEND.

## Osobnosti
Některé z osobností, jejichž fotografie se v časopise objevily:

### Film

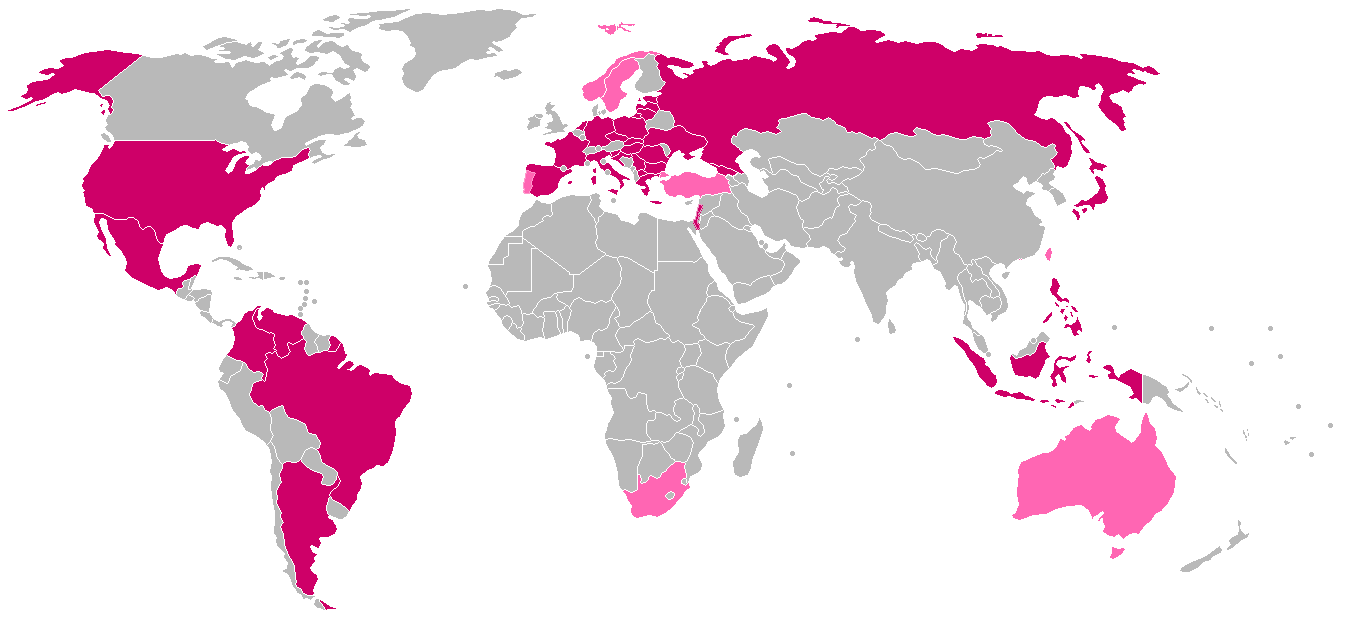
Státy, kde časopis vychází. Stav k roku 2007.
Státy, v nichž je vydávána vlastní mutace
Státy se zrušeným vydáváním vlastní mutace

- Marilyn Monroe (prosinec 1953)
- Jane Mansfield (únor 1955)
- Mara Corday (říjen 1958)
- Dorothy Stratten (červen 1980)
- Janet Jones (březen 1987)
- Drew Barrymoreová (leden 1995)
- Charlize Theron (květen 1999)
- Daryl Hannah (listopad 2003)
- Denise Richards (prosinec 2004)
- Bai Ling (červen 2005)
- Lindsay Lohan (únor 2012)

### Hudba
- Madonna (září 1985)
- Samantha Fox (únor 1989)
- Nancy Sinatra (květen 1995)
- Linda Brava (duben 1998)
- Geri Halliwell (květen 1998)
- Belinda Carlisle (srpen 2001)
- Tiffany (duben 2002)
- Carnie Wilson (srpen 2003)
- Debbie Gibson (březen 2005)
- Willa Ford (březen 2006)

### Modeling
- Pavlína Pořízková (srpen 1987)
- Cindy Crawford (červenec 1988, říjen 1998)
- Eva Herzigová (srpen 2004)

### Sport
- Světlana Chorkinová (listopad 1997) [4]
- Katarina Witt (prosinec 1998)
- Tanja Szewczenko (duben 1999 německá edice)
- Mia St. John (listopad 1999)
- Joanie Laurer (listopad 2000 a leden 2002)
- Gabrielle Reece (leden 2001)
- Kiana Tom (květen 2002)
- Torrie Wilson (květen 2003 a březen 2004)
- Sable (duben a říjen 1999 a březen 2004)
- Christy Hemme (duben 2005)
- Candice Michelle (duben 2006)
- Ashley Massaro (duben 2007)
- Maria Kanellis (duben 2008)

### Televize
- Linda Evans (červenec 1971)
- Claudia Christian (říjen 1999)
- Charisma Carpenter (červen 2004)
- Shannen Doherty (březen 1994 a prosinec 2003)
- Farrah Fawcett (prosinec 1995 a červenec 1997)
- dívky z Pobřežní hlídky (červen 1998)
- Shari Belafonte (září 2000)
- Brooke Burke (květen 2001 a listopad 2004)
- Gena Lee Nolin (prosinec 2001)
- Peta Wilson (červenec 2004)
- Tricia Helfer (únor 2007)
- Marge Simpsonová (listopad 2009)

### Neautorizované fotografie
- Jessica Alba

### Češky
- Olga Schoberová
- Michaela Kuklová
- Markéta Bělonohá
- Kateřina Brožová
- Sabina Laurinová
- Petra Faltýnová
- Gábina Partyšová
- Hedvika Kollerová
- Kateřina Kristelová
- Radka Kocurová [zdroj?]
- Lucie Borhyová
- Marcela Pašková
- Elen Černá
- Kateřina Průšová
- Agáta Hanychová
- Vlaďka Erbová
- Hana Mašlíková
- Andrea Verešová
- Renata Langmannová
- Eva Perkausová
- Barbora Mottlová
- Gabriela Soukalová
- Sonia Edde
- Denisa Nesvačilová
- Andrea Pomeje
- Dominika Myslivcová
- Julie Hojdyszová
- Sandra Nováková
- Eva Decastelo
- Kristýna Hrušínská
- Sharlota
- Denisa Gudelj